# Ceann Ear
Ne doit pas être confondu avec Ceann Iar.
Ceann Ear est une île inhabitée du Royaume-Uni située en Écosse, dans les îles Treshnish.